# Blue Canyon, Washington
Blue Canyon é uma comunidade não incorporada no condado de Whatcom, no estado de Washington, nos estados unidos. 